# Severní Makedonie na Eurovision Song Contest
Severní Makedonie se zúčastnila 21 ročníků soutěže Eurovision Song Contest, poprvé v roce 1998. Mezi lety 2004 až 2022 země na soutěži ani jednou nechyběla, od roku 2023 se ale Eurovize neúčastní. Soutěž vysílá veřejnoprávní společnost MRT.
Do roku 2018 bylo nejlepším výsledkem země 12. místo, které získala Elena Risteska v roce 2006. Severní Makedonie také mezi lety 2008–2018 pouze jednou postoupila do finále. Průlom přišel v roce 2019, kdy se Tamara Todevska kvalifikovala do finále, kde obsadila celkově 7. místo a vyhrála v hodnocení odborných porot.
Země se do soutěže přihlásila poprvé v roce 1996 s písní „Samo ti“ od zpěvačky Kaliopi, která se ale na Eurovizi nekvalifikovala. Kvůli zavedení nového kvalifikačního systému se země nemohla zúčastnit ani v roce 1997, Severní Makedonie tak v soutěži debutovala v roce 1998.
Poté, co země v letech 2021 a 2022 nepostoupila do finále, se MRT rozhodla v roce 2023 nezúčastnit z finančních důvodů. Soutěž se v zemi přesto vysílala a v plánu bylo se v roce 2024 vrátit, což se ale nakonec nestalo.

## Výsledky
| Rok                     | Interpret               | Píseň                                        | Jazyk                    | Finále                 | Finále                 | Semifinále    | Semifinále    |
| Rok                     | Interpret               | Píseň                                        | Jazyk                    | Pořadí                 | Body                   | Pořadí        | Body          |
| ----------------------- | ----------------------- | -------------------------------------------- | ------------------------ | ---------------------- | ---------------------- | ------------- | ------------- |
| 1996                    | Kaliopi                 | „Samo ti“ (Само ти)                          | makedonština             | nepostup               | nepostup               | 26.           | 14            |
| bez účasti v roce 1997  | bez účasti v roce 1997  | bez účasti v roce 1997                       | bez účasti v roce 1997   | bez účasti v roce 1997 | bez účasti v roce 1997 | nekonalo se   | nekonalo se   |
| 1998                    | Vlado Janevski          | „Ne zori, zoro“ (Не зори, зоро)              | makedonština             | 19.                    | 16                     | nekonalo se   | nekonalo se   |
| bez účasti v roce 1999  |                         |                                              |                          |                        |                        | nekonalo se   | nekonalo se   |
| 2000                    | XXL                     | „100% te ljubam“ (100% те љубам)             | makedonština, angličtina | 15.                    | 29                     | nekonalo se   | nekonalo se   |
| bez účasti v roce 2001  |                         |                                              |                          |                        |                        | nekonalo se   | nekonalo se   |
| 2002                    | Karolina                | „Od nas zavisi“ (Од нас зависи)              | makedonština             | 19.                    | 25                     | nekonalo se   | nekonalo se   |
| bez účasti v roce 2003  |                         |                                              |                          |                        |                        | nekonalo se   | nekonalo se   |
| 2004                    | Toše Proeski            | „Life“                                       | angličtina               | 14.                    | 47                     | 10.           | 71            |
| 2005                    | Martin Vučić            | „Make My Day“                                | angličtina               | 17.                    | 52                     | 9.            | 97            |
| 2006                    | Elena Risteska          | „Ninanajna“ (Нинанајна)                      | angličtina, makedonština | 12.                    | 56                     | 10.           | 76            |
| 2007                    | Karolina                | „Mojot svet“ (Мојот свет)                    | makedonština, angličtina | 14.                    | 73                     | 9.            | 97            |
| 2008                    | Tamara, Vrčak a Adrijan | „Let Me Love You“                            | angličtina               | nepostup               | nepostup               | 10.           | 64            |
| 2009                    | Next Time               | „Nešto što kje ostane“ (Нешто што ќе остане) | makedonština             | nepostup               | nepostup               | 10.           | 45            |
| 2010                    | Gjoko Taneski           | „Jas ja imam silata“ (Јас ја имам силата)    | makedonština             | nepostup               | nepostup               | 15.           | 37            |
| 2011                    | Vlatko Ilievski         | „Rusinka“ (Русинкa)                          | makedonština, angličtina | nepostup               | nepostup               | 16.           | 36            |
| 2012                    | Kaliopi                 | „Crno i belo“ (Црно и бело)                  | makedonština             | 13.                    | 71                     | 9.            | 53            |
| 2013                    | Esma a Lozano           | „Pred da se razdeni“ (Пред да се раздени)    | makedonština, romština   | nepostup               | nepostup               | 16.           | 28            |
| 2014                    | Tijana                  | „To the Sky“                                 | angličtina               | nepostup               | nepostup               | 13.           | 33            |
| 2015                    | Daniel Kajmakoski       | „Autumn Leaves“                              | angličtina               | nepostup               | nepostup               | 15.           | 28            |
| 2016                    | Kaliopi                 | „Dona“ (Дона)                                | makedonština             | nepostup               | nepostup               | 11.           | 88            |
| 2017                    | Jana Burčeska           | „Dance Alone“                                | angličtina               | nepostup               | nepostup               | 15.           | 69            |
| 2018                    | Eye Cue                 | „Lost and Found“                             | angličtina               | nepostup               | nepostup               | 18.           | 24            |
| 2019                    | Tamara Todevska         | „Proud“                                      | angličtina               | 7.                     | 305                    | 2.            | 239           |
| 2020                    | Vasil                   | „You“                                        | angličtina               | ročník zrušen          | ročník zrušen          | ročník zrušen | ročník zrušen |
| 2021                    | Vasil                   | „Here I Stand“                               | angličtina               | nepostup               | nepostup               | 15.           | 23            |
| 2022                    | Andrea                  | „Circles“                                    | angličtina               | nepostup               | nepostup               | 11.           | 76            |
| bez účasti od roku 2023 |                         |                                              |                          |                        |                        |               |               |

| Legenda | Legenda                              |
| ------- | ------------------------------------ |
| 2       | 2. místo                             |
| X       | interpret vybrán, ale nezúčastnil se |

## Galerie

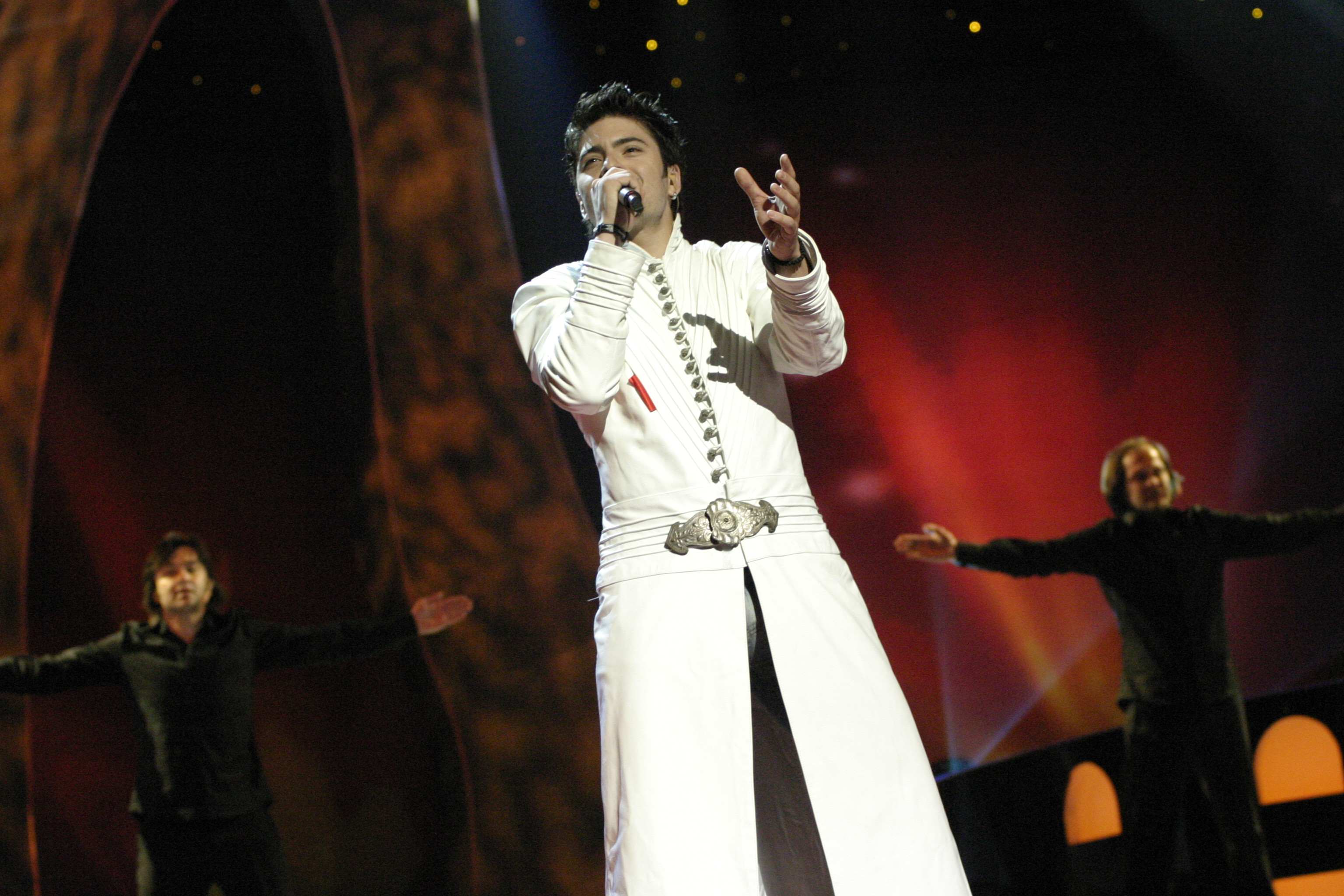
Toše Proeski v Istanbulu (2004)
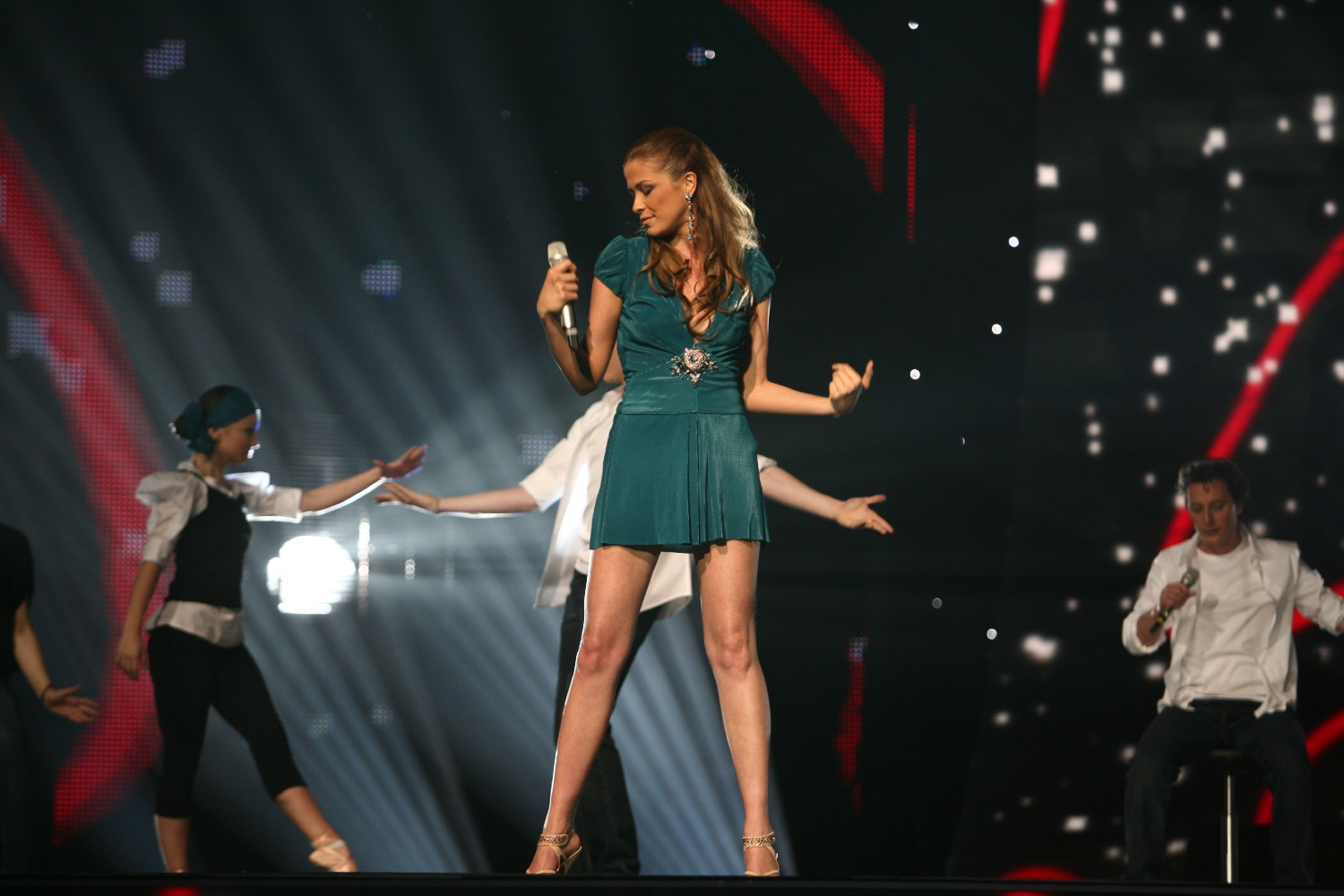
Karolina Gočeva v Helsinkách (2007)
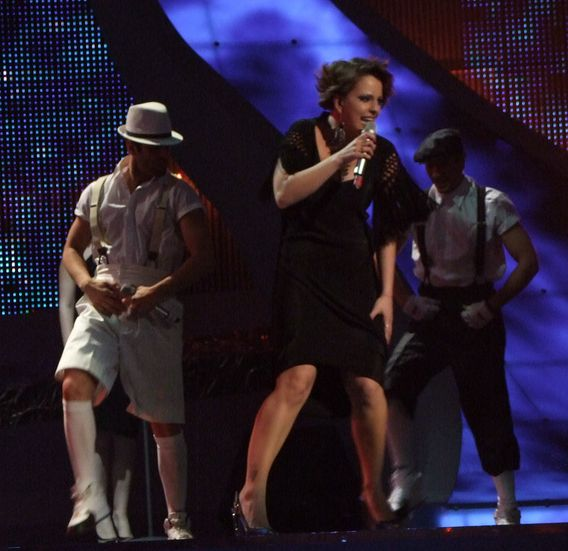
Tamara, Vrčak a Adrian v Bělehradu (2008)
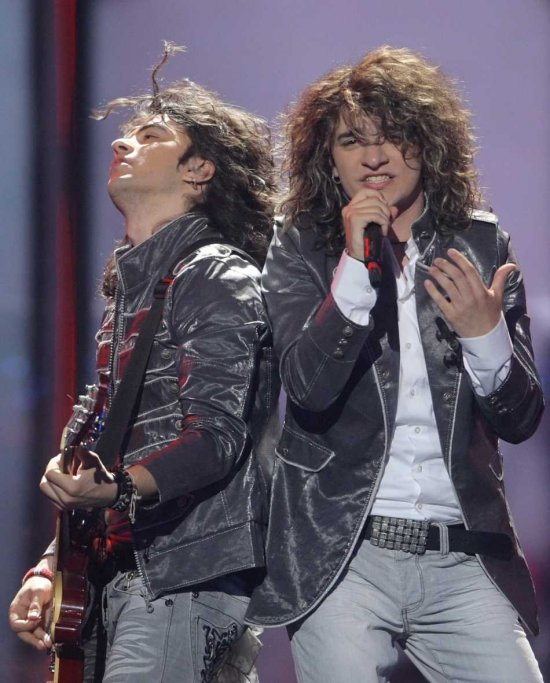
Next Time v Moskvě (2009)
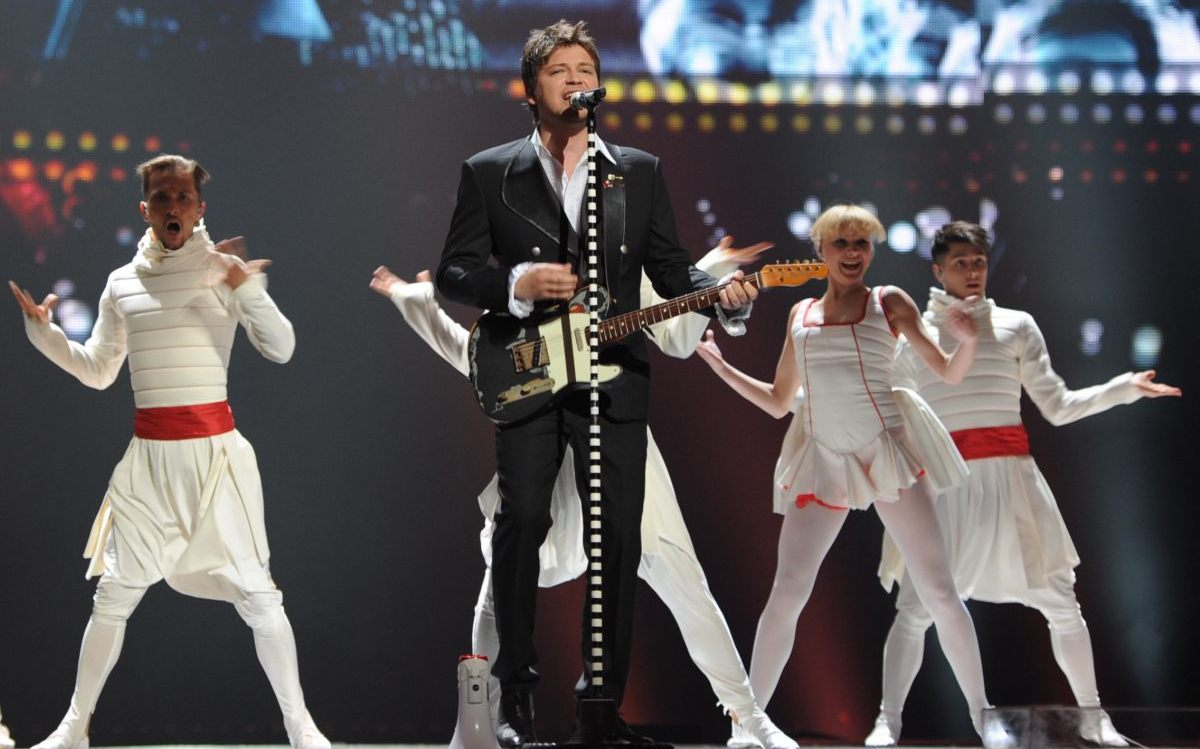
Vlatko Ilievski v Düsseldorfu (2011)
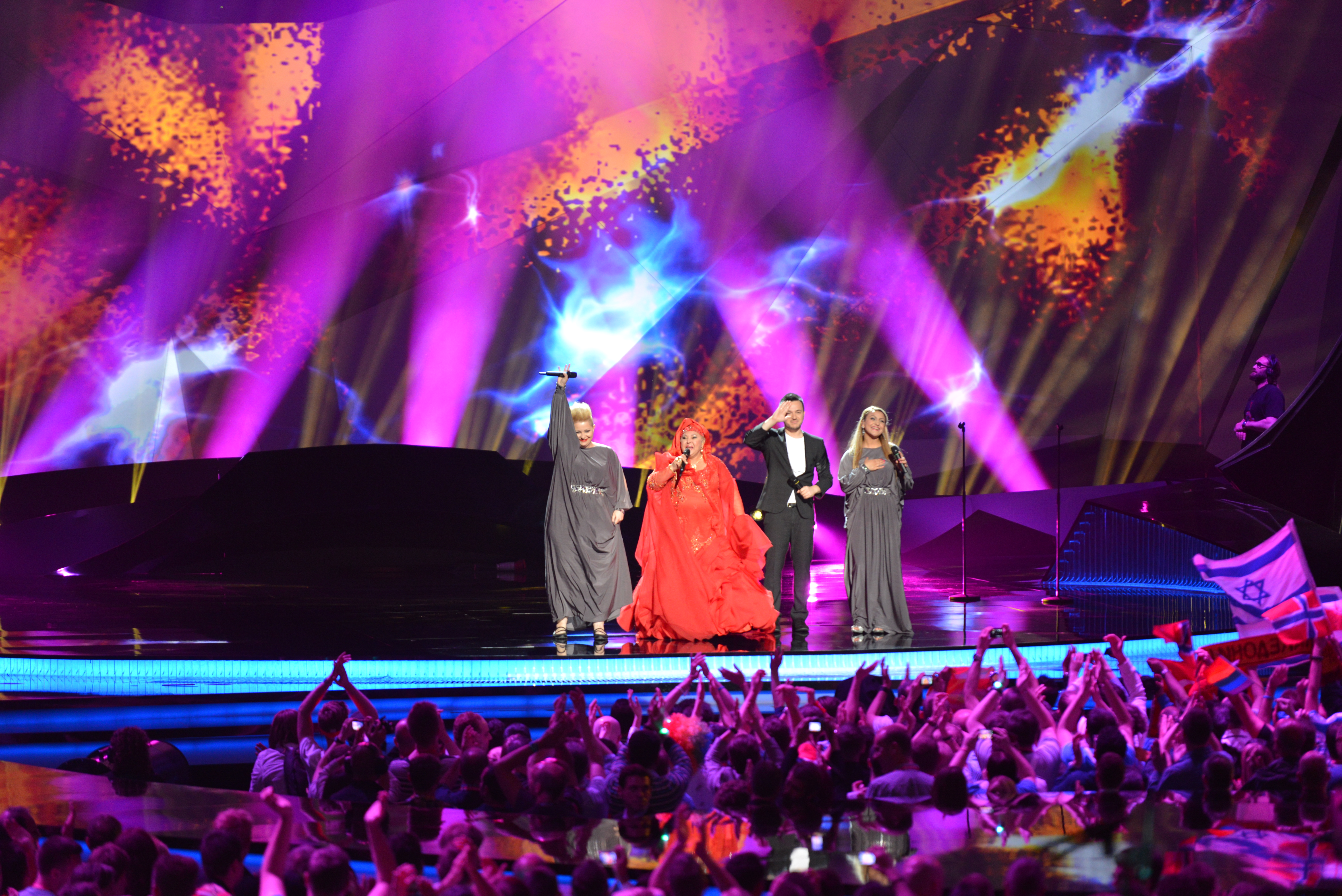
Esma Redžepova a Vlatko Lozanoski v Malmö (2013)
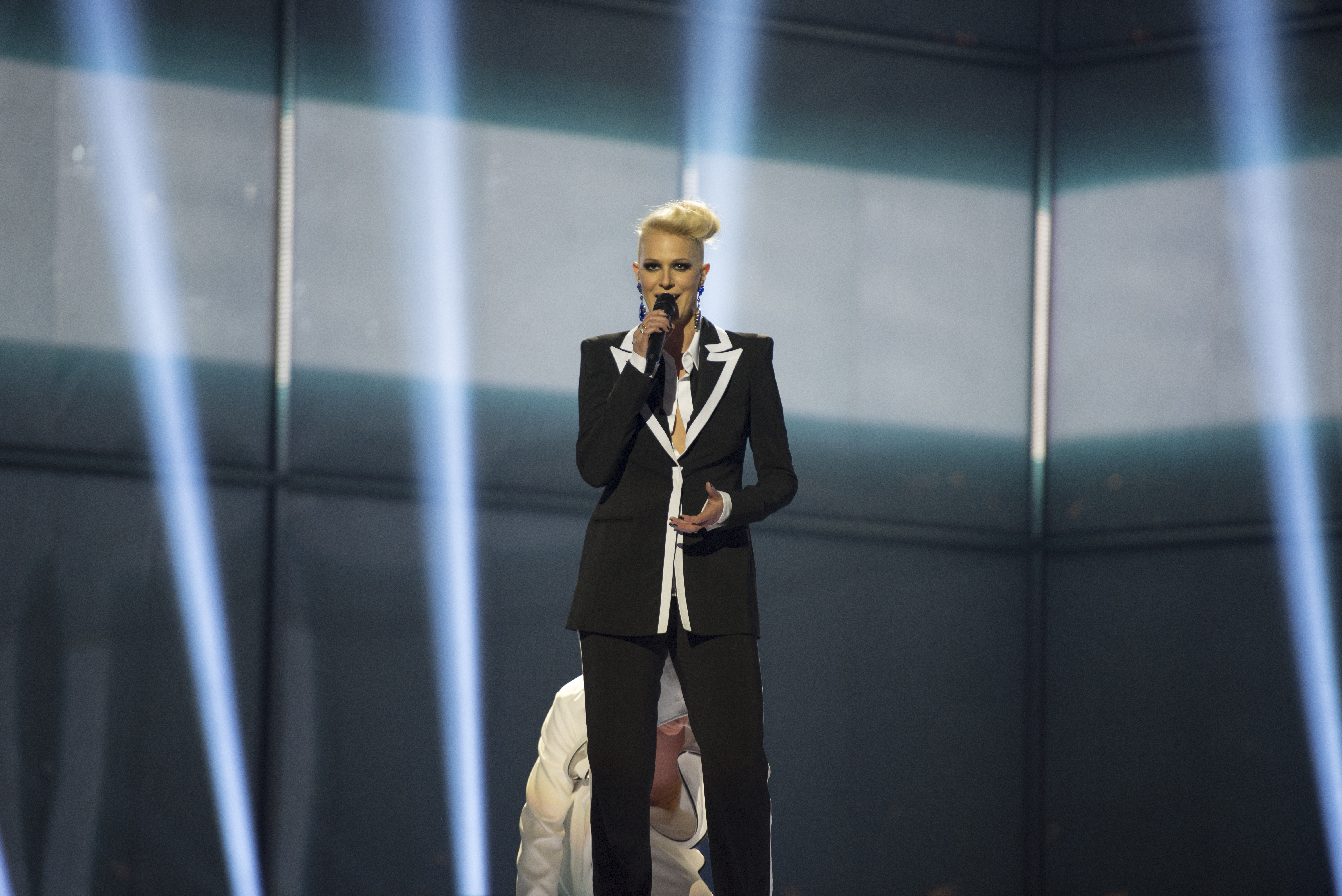
Tijana v Kodani (2014)
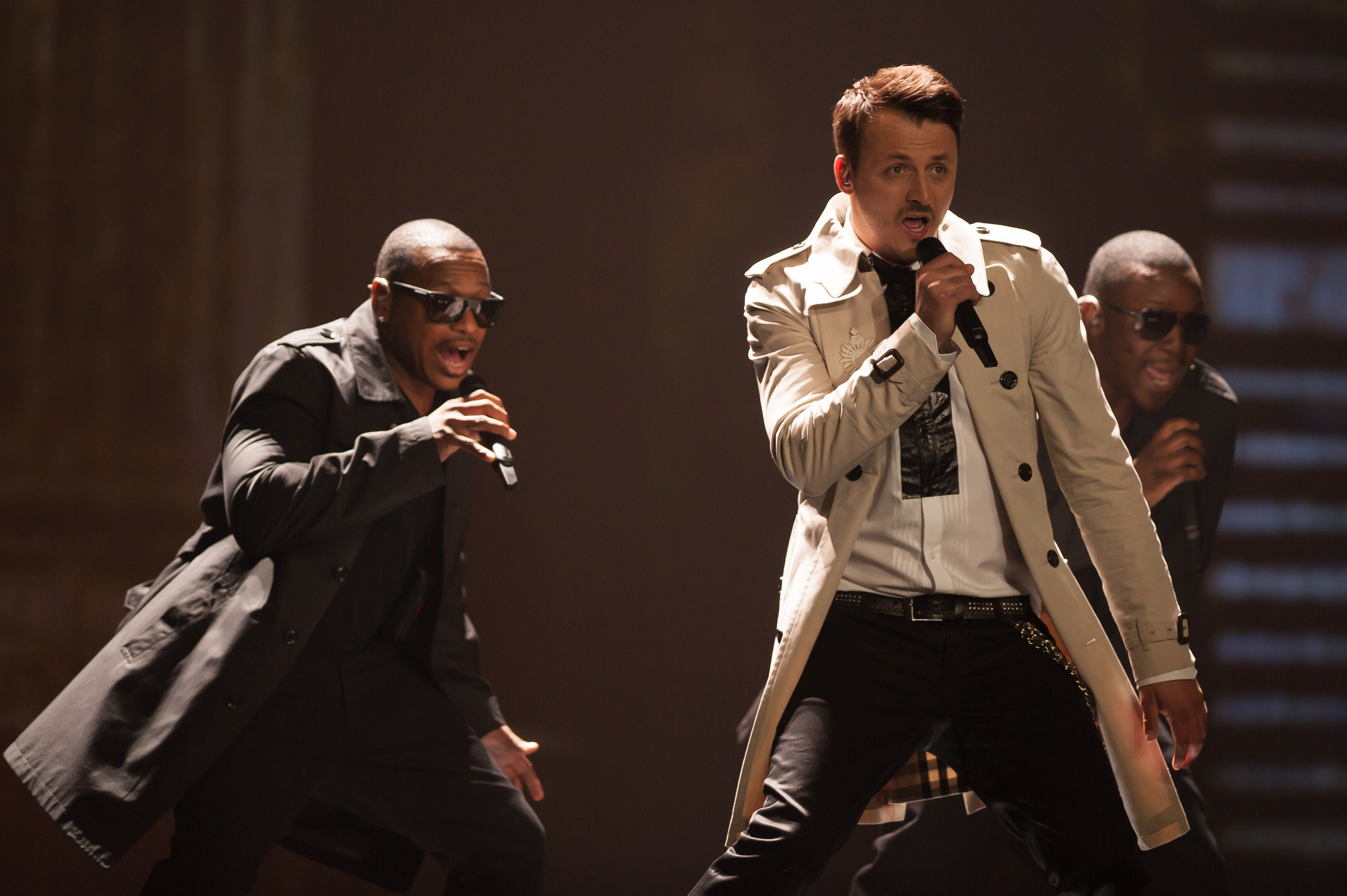
Daniel Kajmakoski ve Vídni (2015)
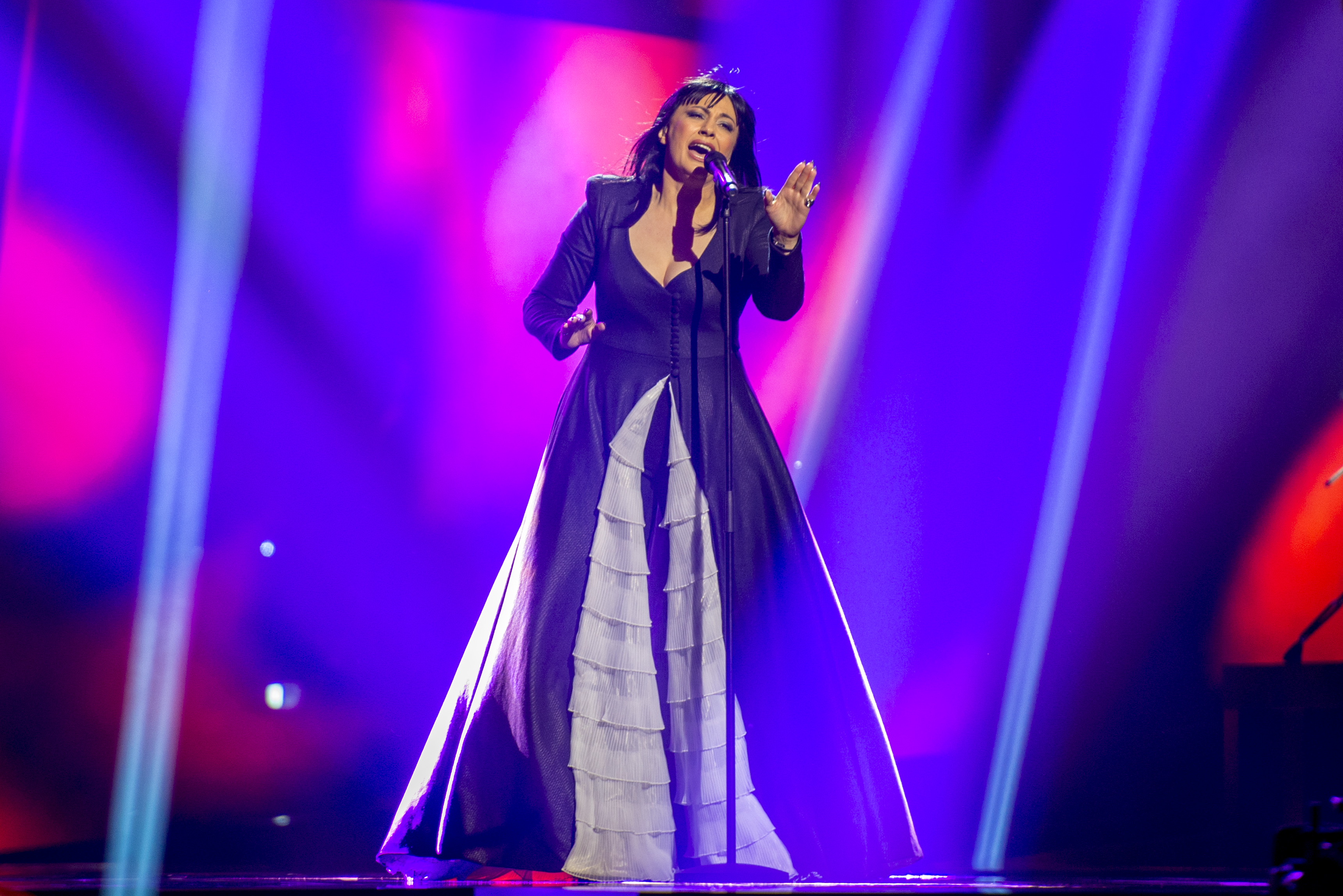
Kaliopi ve Stockholmu (2016)
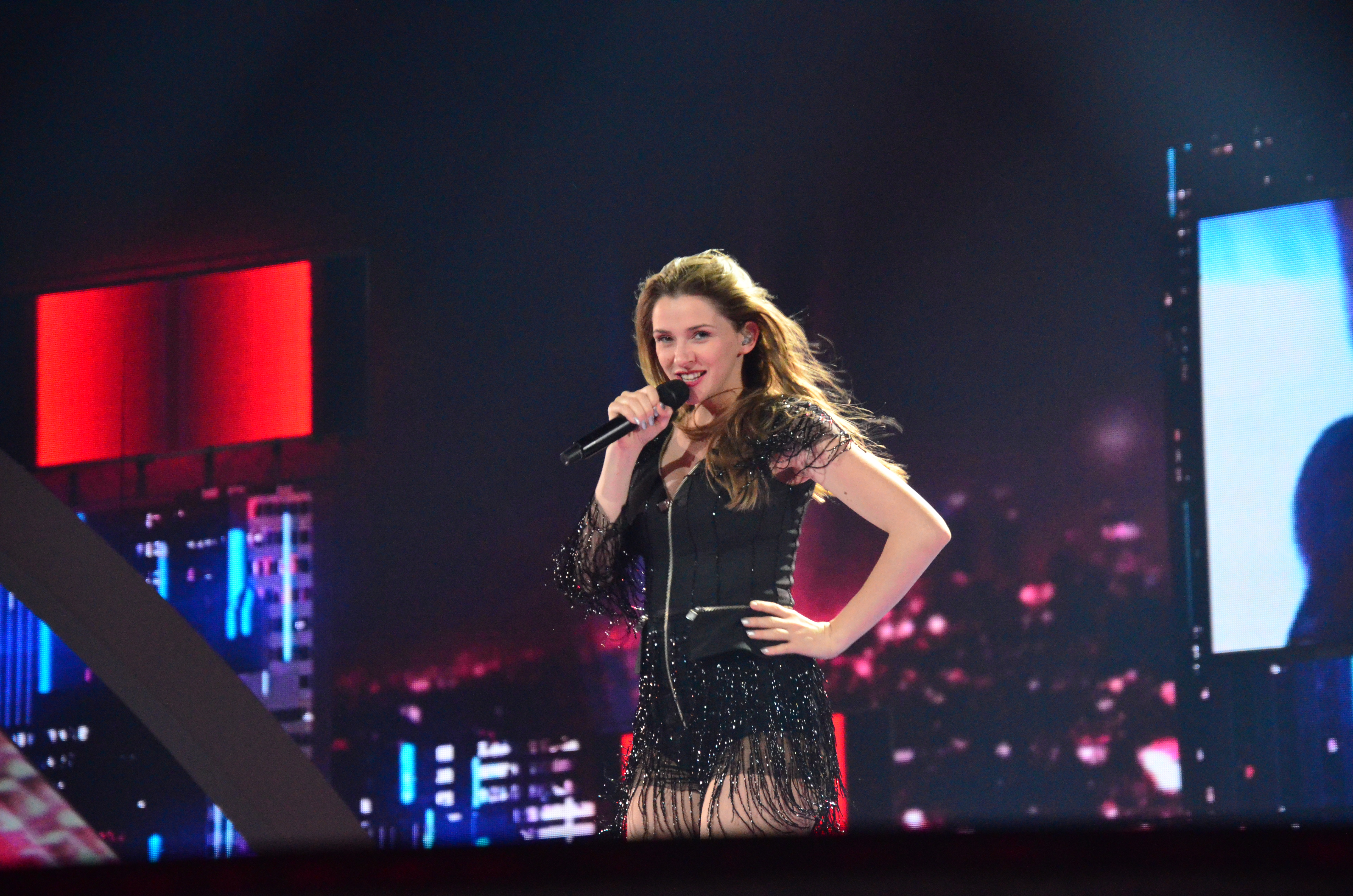
Jana Burčeska v Kyjevě (2017)
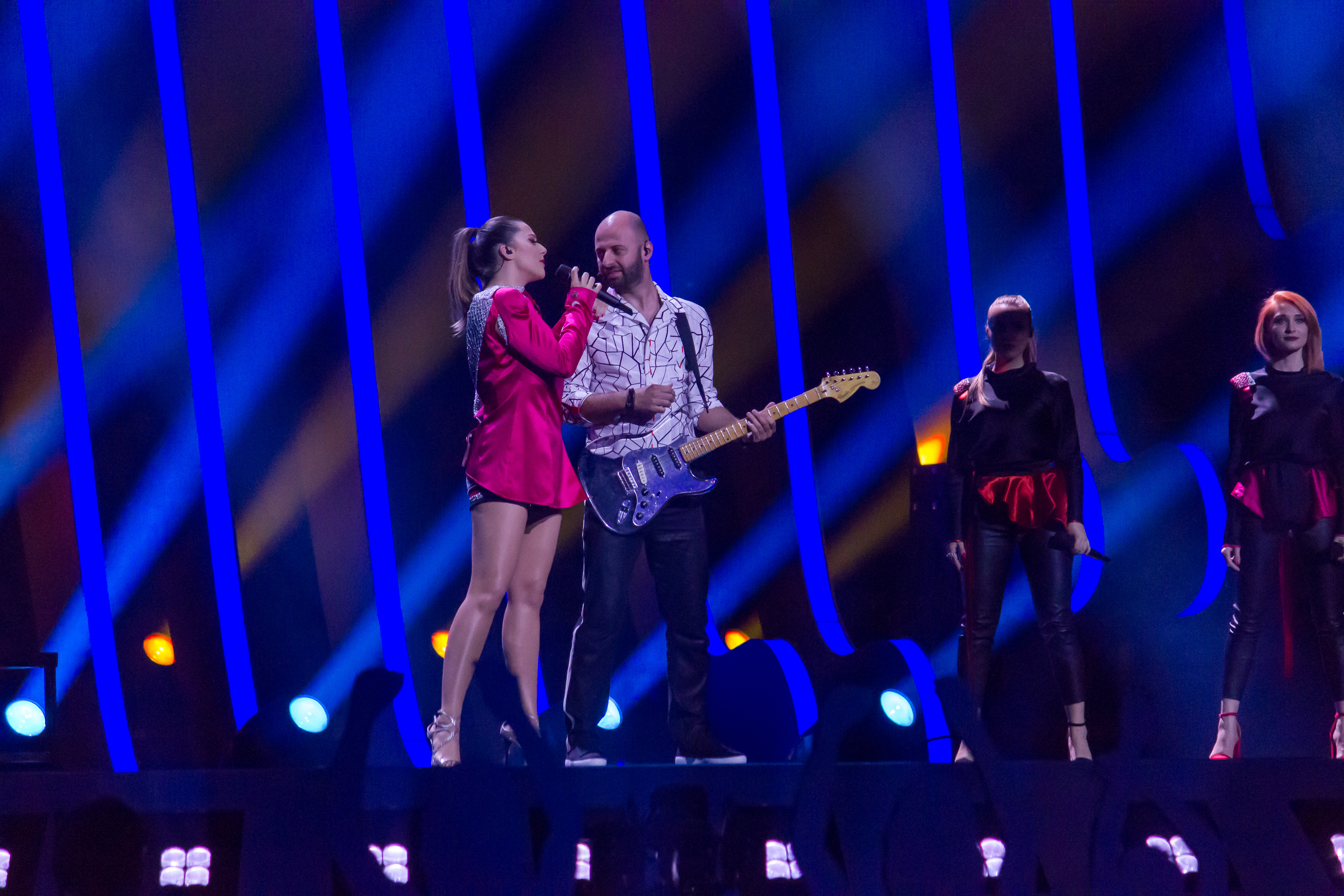
Eye Cue v Lisabonu (2018)
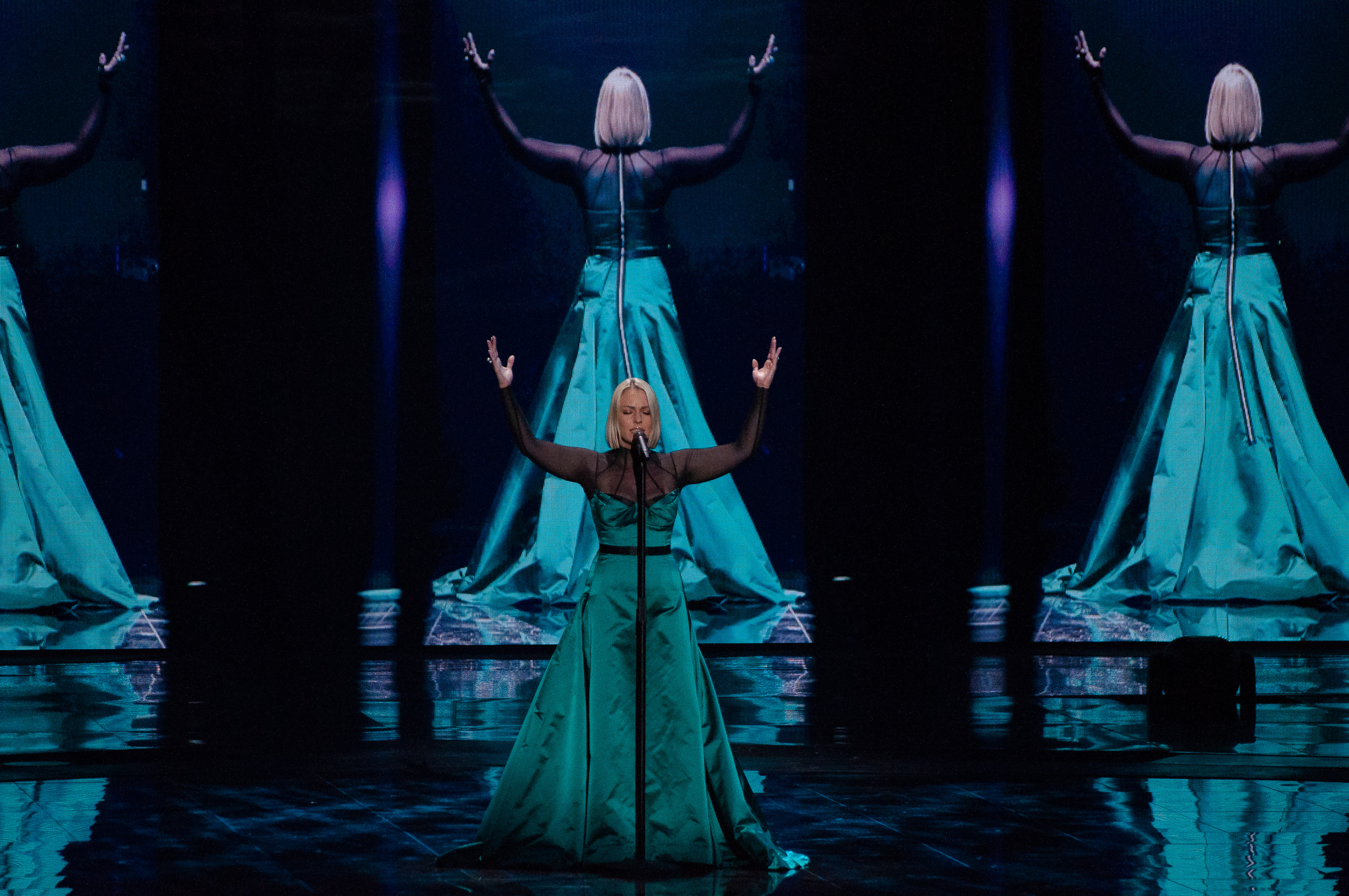
Tamara Todevska v Tel Avivu (2019)
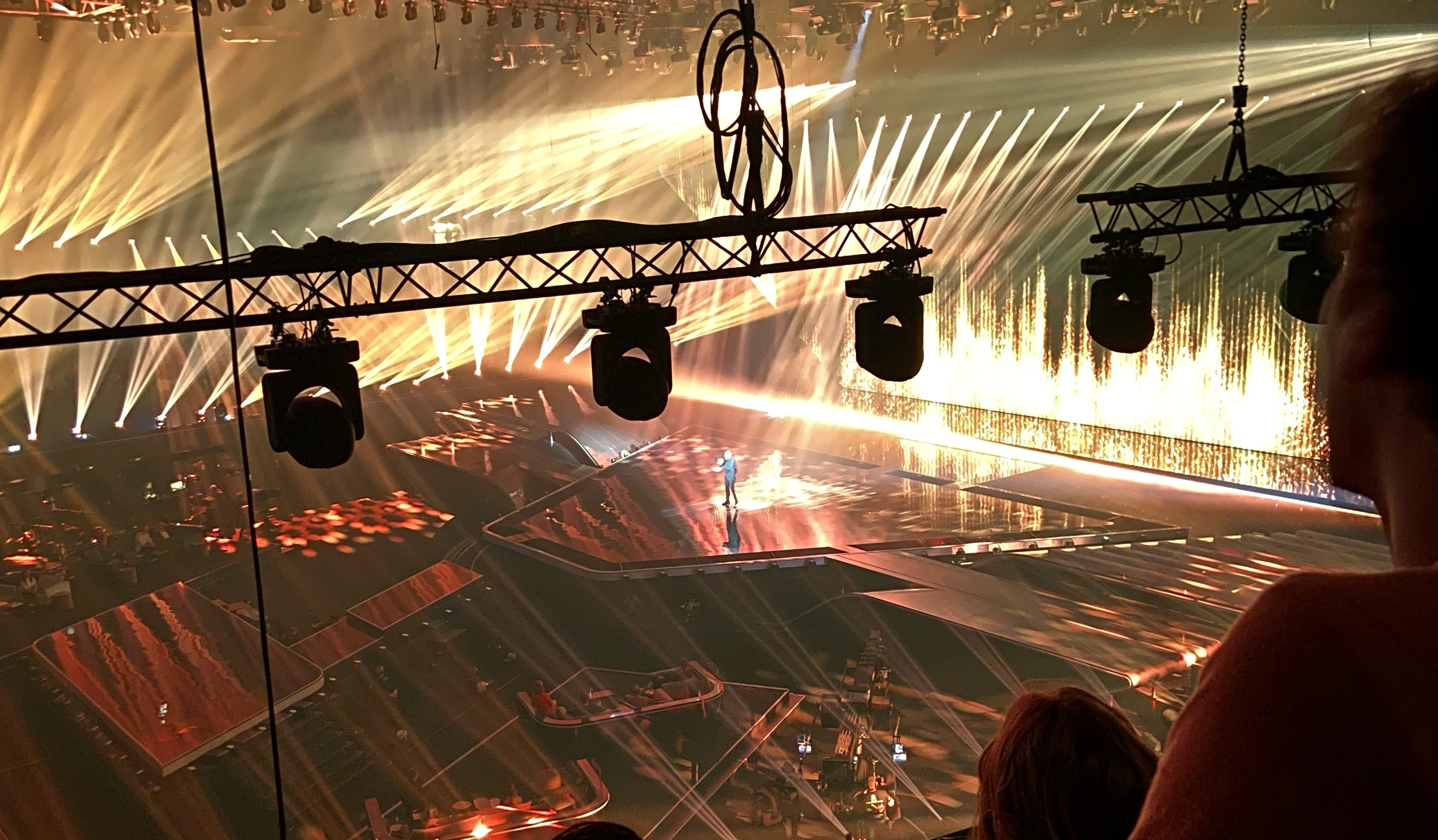
Vasil v Rotterdamu (2021)
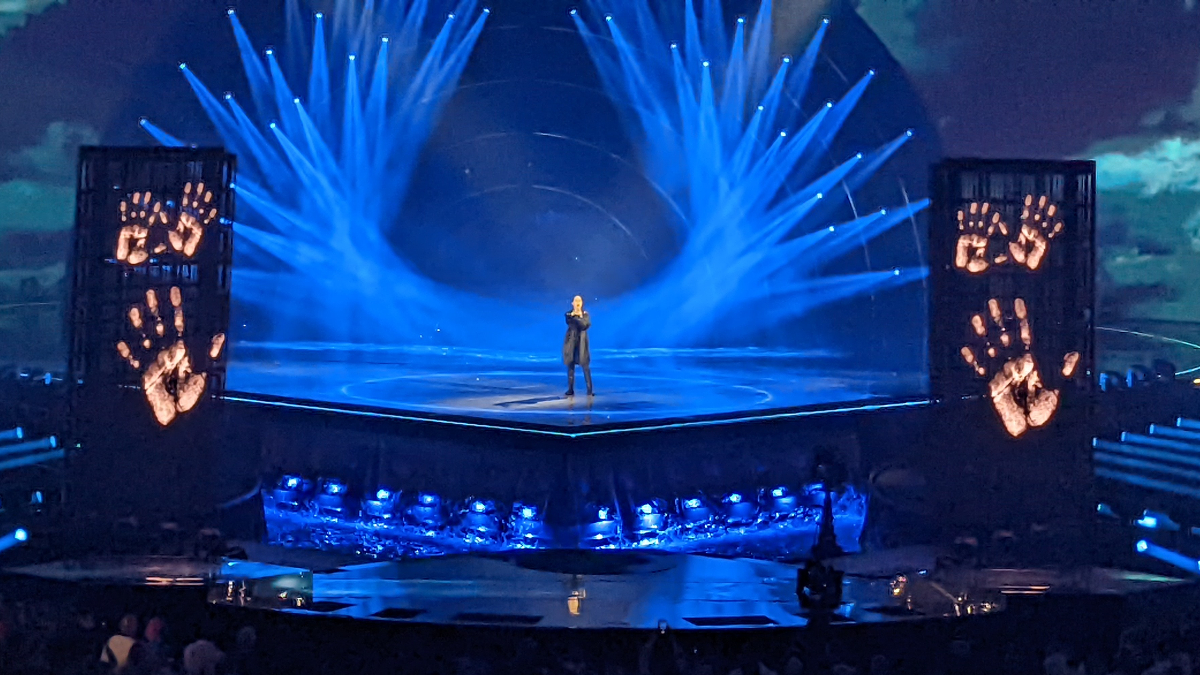
Andrea v Turíně (2022)